# Ранульф Фламбард
Ра́нульф Фла́мбард або Фламбар (англ. Ranulf Flambard; нар. 1060 — пом. 8 вересня 1128, Дарем) — єпископ Даремський (з 1099), головний радник англійського короля Вільгельма II і лорд-канцлер Англії у 1107—1123 роках. Ранульфу Фламбарду приписується керівництво внутрішньою політикою Вільгельма ІІ, у тому числі авторство заходів з вилучення доходів церкви в державну казну. Своє прізвисько (фр. flambard — хвалько) Ранульф, певно, отримав від англонормандських баронів, незадоволених його впливом на короля та політику країни.

## Біографія
Ранульф мав достатньо скромне походження. Його батько був парафіяльним священником в Нормандії, в єпархії Байо. В юності Ранульф перебрався до Англії, де отримав місце при дворі короля Вільгельма Завойовника. На початку 1080-х рр. він став капеланом канцлера, а у 1083 році — охоронцем королівської печатки. Ранульф брав активну участь у складанні «Книги Страшного суду» та проявив помітний адміністративний і фінансовий талант. Король надав Ранульфу декілька невеликих земельних володінь у Гантінгдонширі, Оксфордширі та ряді інших графств Англії.
Після вступу на престол Вільгельма II Руфуса у 1087 році вплив Ранульфа Фламбарда різко посилився. Він став особистим капеланом та найближчим радником нового короля. Під час поїздок Вільгельма ІІ у Нормандію Ранульф заміщав короля в Англії, виступаючи верховним суддею. Сфера його діяльності охоплювала практично всі аспекти центральної адміністрації та судової системи. За свідченням Едмера Ранульф був «головним виконавцем волі короля». За свою службу Фламбард отримав ряд земельних володінь та важливих церковних посад: у 1088 році він став абатом монастира Хайд у Вінчестері, а у 1099 році обраний єпископом Даремським.
Сучасні Ранульфу хроністи одностайні у своєму засуджені його політики і того впливу, який він виявляв на Вільгельма ІІ. Але всі вони визнають його видатні здібності: він був розумним, хитрим, чудово знав свою справу і був одним з найкращих спеціалістів у фінансовій сфері. Водночас, Ранульф відрізнявся зарозумілістю, непомірним честолюбством та абсолютною байдужістю до питань релігії і моралі. З ім'ям Ранульфа сучасники пов'язували ту політику по відношенню до церкви, яку став проводити король Вільгельм ІІ з кінця 1080-их рр.: продаж церковних посад, вилучення доходів з церковних земель, утримання вакантними єпископських кафедр та відміна податкових привілеїв. Ця політика викликала обурення у сучасників, однак була достатньо ефективною з точки зору поповнення державної скарбниці. Фламбард особисто брав участь у заходах проти релігійних організацій. Так, після смерті єпископа Вульфстана, він стягнув рельєф з його васалів, що суперечило, як феодальному, так і канонічному праву. В іншому випадку Ранульф конфіскував більшу частину майна абатства, розділивши залишок між монахами. Таке відношеня до церкви викликало ненависть по відношенню до Ранульфа Фламбарда священнослужителів та скарги папі на утиски з його сторони.
Після смерті свого покровителя, короля Вільгельма ІІ, у 1100 році Ранульф Фламбард втратив вплив при дворі. Більш того, новий король Генріх I заарештував Ранульфа та замкнув його у Тауері, з якого 3 лютого 1100 року він утік, став таким чином не тільки першим відомим в'язнем цієї фортеці, але й першим кому вдалось з неї втекти. За легендою Фламбард вибрався зі своєї камери по мотузці, яку його друзі передали у діжці вина. Ранульф знайшов притулок у Нормандії, де став радником герцога Роберта III. Вважається, що Фламбард був головним ініціатором нормандського вторгнення в Англію у 1100 році, яке хоча і потерпіло невдачу, призвело до примирення Ранульфа з короем Генріхом І та поверненню його земель і церковних посад. Тим не менш, Ранульф залишився у Нормандії, де отримав від Роберта ІІІ заможну єпархію Лізьє. Після розгрому та полонення герцога англійським королем у битві при Таншбре 1106 року Ранульф був серед перших нормандських баронів, що принесли присягу Генріхові І.
У 1107 році Фламбард був призначений лордом-канцлером Англії, та фактично він був відтіснений від управління Роджером Солсберійським та іншими радниками Генріха І. Ранульф відійшов від політичного життя та виїхав до Дарему. Як єпископ Даремський він прославився тим, що майже завершив будівництво Даремського собору, яке було почате його попередником на цій кафедрі Вільгельмом де Сен-Кале, збудував замок Норхем та заснував монастир Моттісфаут. Його приватне життя, однак, залишалось далеким від норм церковної моралі і викликало обурення місцевого духовенства. Ранульф мав, принаймні, двох синів, для яких ще за їхнього дитинства придбав декілька церковних бенефіцій.